# Quarterback titolari dei Baltimore Ravens
Questi quarterback sono partiti come titolari per i Baltimore Ravens della National Football League. Sono inseriti in ordine di data a partire dalla prima partenza come titolari nei Ravens.

## Quarterback titolari
Lista di tutti i quarterback titolari dei Baltimore Ravens. Il numero tra parentesi indica il numero di gare da titolare giocate nella stagione:

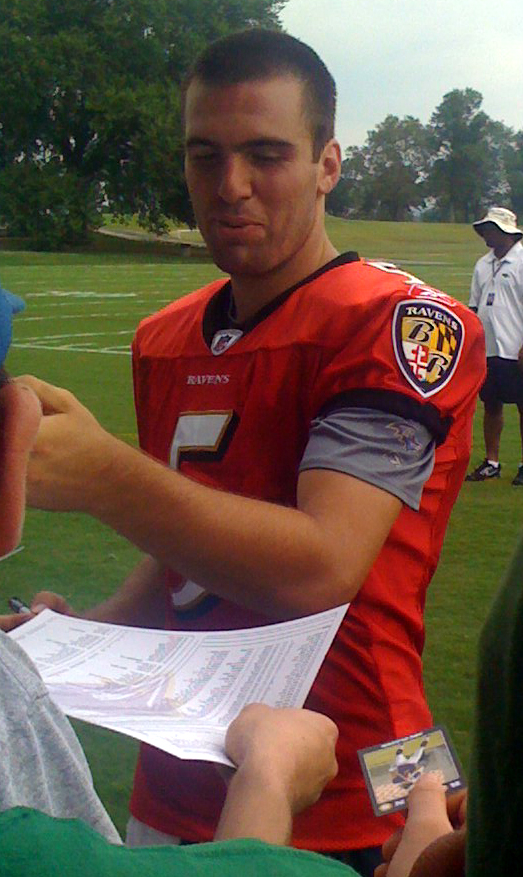
Joe Flacco 2008-presente

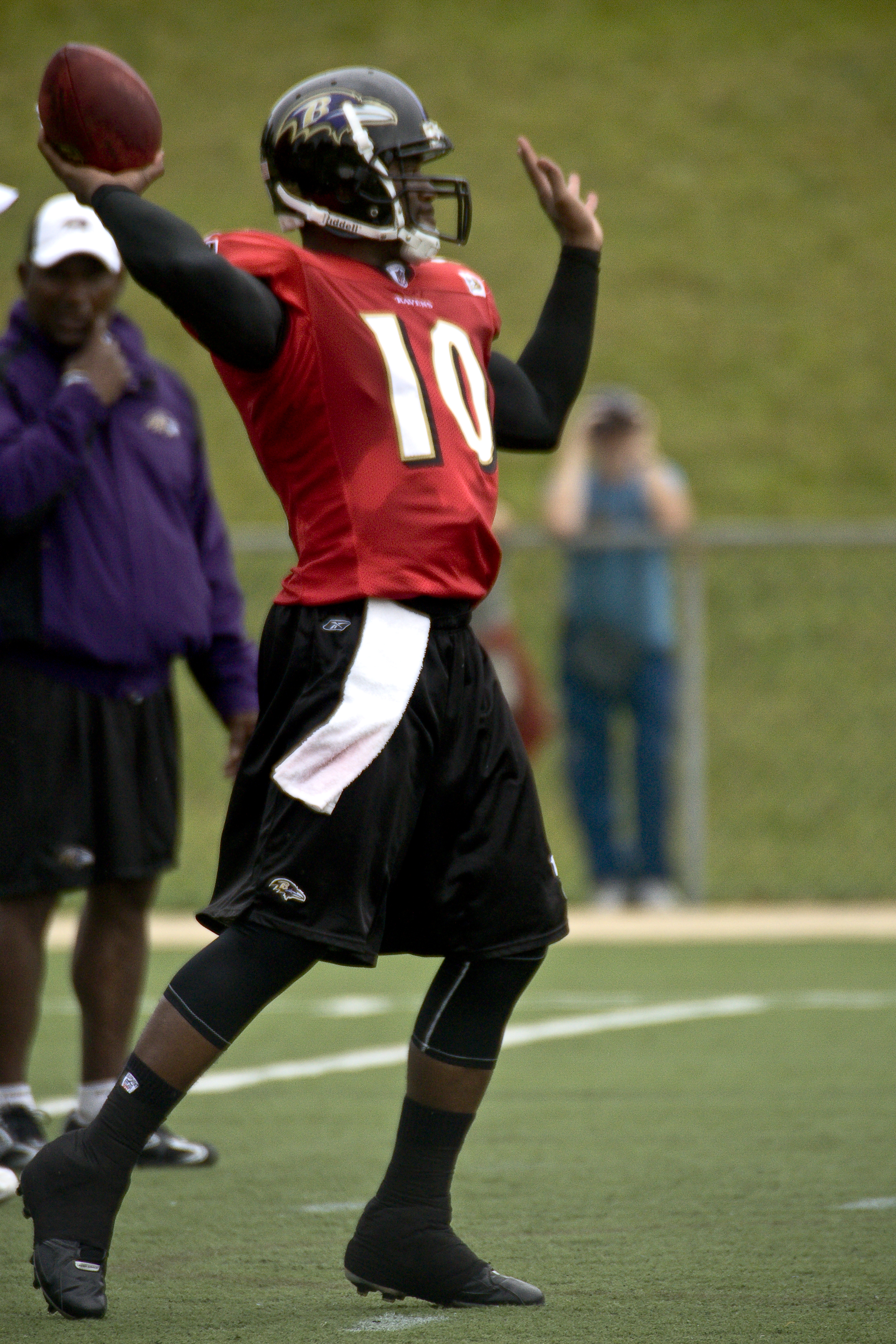
Troy Smith 2007-2009

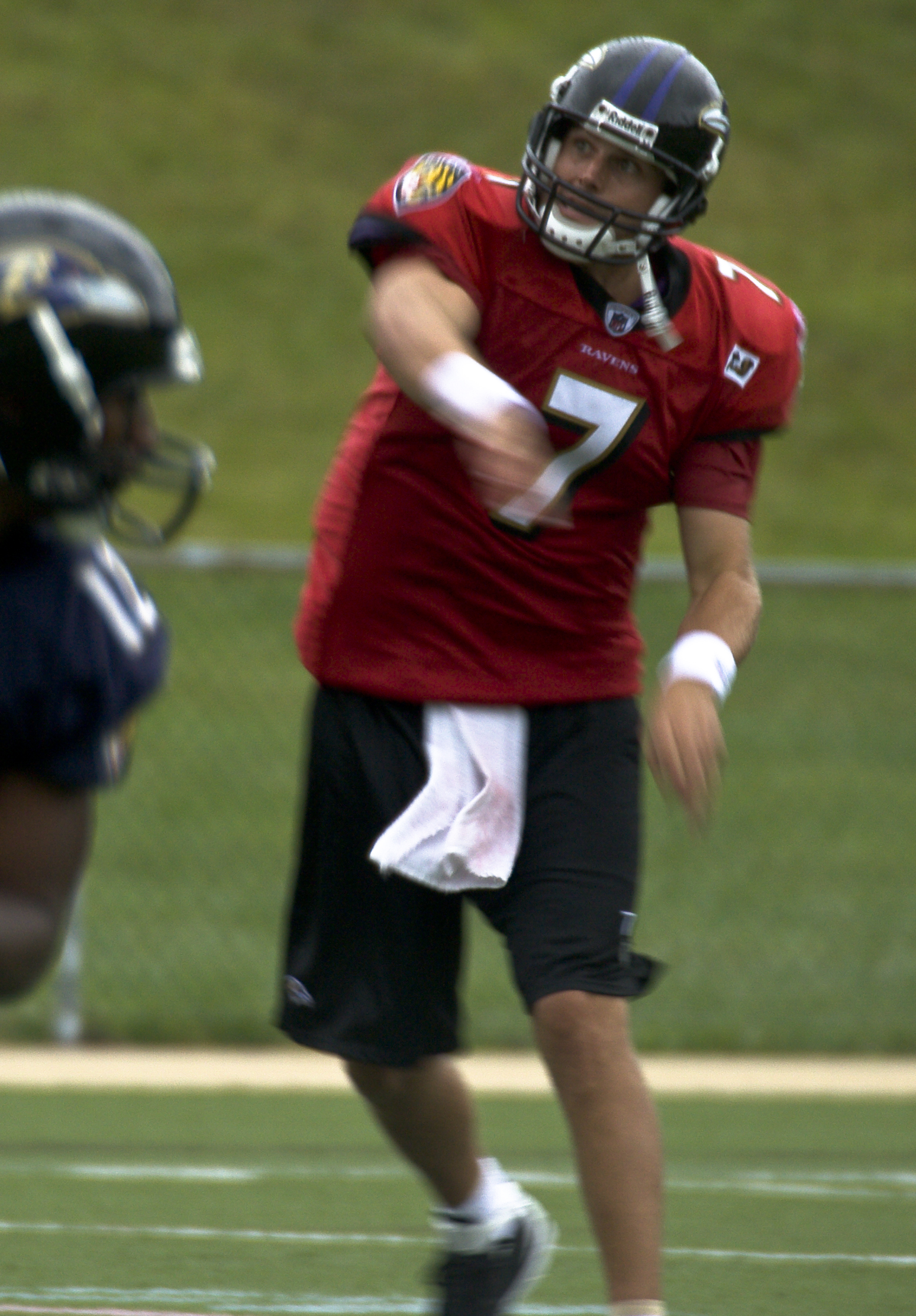
Kyle Boller 2003-2008

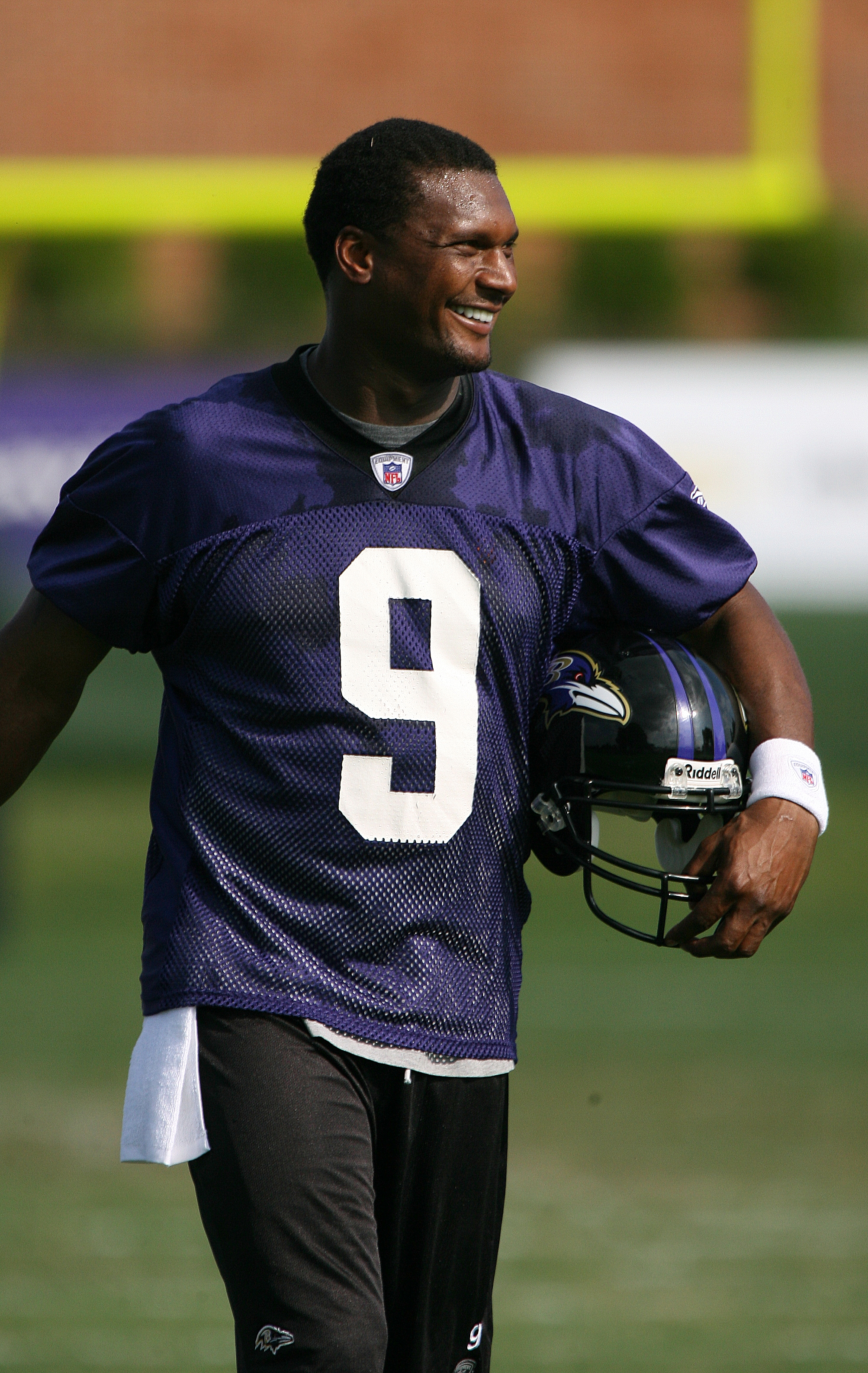
Steve McNair 2006-2007

### Stagione regolare
| Quarterback titolari dei Baltimore Ravens |                                                                          |
| Stagione                                  | Quarterback                                                              |
| 2018                                      | Joe Flacco (9) / Lamar Jackson (7)                                       |
| 2017                                      | Joe Flacco (16)                                                          |
| 2016                                      | Joe Flacco (16)                                                          |
| 2015                                      | Joe Flacco (10) / Ryan Mallett (2) / Jimmy Clausen (2) / Matt Schaub (2) |
| 2014                                      | Joe Flacco (16)                                                          |
| 2013                                      | Joe Flacco (16)                                                          |
| 2012                                      | Joe Flacco (16)                                                          |
| 2011                                      | Joe Flacco (16)                                                          |
| 2010                                      | Joe Flacco (16)                                                          |
| 2009                                      | Joe Flacco (16)                                                          |
| 2008                                      | Joe Flacco (16)                                                          |
| 2007                                      | Kyle Boller (8) / Steve McNair (6) / Troy Smith (2)                      |
| 2006                                      | Steve McNair (16)                                                        |
| 2005                                      | Kyle Boller (9) / Anthony Wright (7)                                     |
| 2004                                      | Kyle Boller (16)                                                         |
| 2003                                      | Kyle Boller (9) / Anthony Wright (7)                                     |
| 2002                                      | Jeff Blake (10) / Chris Redman (6)                                       |
| 2001                                      | Elvis Grbac (14) / Randall Cunningham (2)                                |
| 2000                                      | Tony Banks (8) / Trent Dilfer (8)                                        |
| 1999                                      | Tony Banks (10) / Stoney Case (4) / Scott Mitchell (2)                   |
| 1998                                      | Jim Harbaugh (12) / Eric Zeier (4)                                       |
| 1997                                      | Vinny Testaverde (13) / Eric Zeier (3)                                   |
| 1996                                      | Vinny Testaverde (16)                                                    |

### Playoff
| Stagione | Quarterback         |
| -------- | ------------------- |
| 2014     | Joe Flacco (1V-1S)  |
| 2012     | Joe Flacco (4V)     |
| 2011     | Joe Flacco (1V-1S)  |
| 2010     | Joe Flacco (1V-1S)  |
| 2009     | Joe Flacco (1V-1S)  |
| 2008     | Joe Flacco (2V-1S)  |
| 2006     | Steve McNair (1S)   |
| 2003     | Anthony Wright (1S) |
| 2001     | Elvis Grbac (1V-1S) |
| 2000     | Trent Dilfer (4V)   |

## Maggior numero di gare come quarterback titolari
| Nome | Nome del quarterback                              |
| P    | Partite giocate                                   |
| PT   | Partite da titolare                               |
| V    | Numero di vittorie come quarterback titolare      |
| S    | Numero di sconfitte come quarterback titolare     |
| P    | Numero di pareggi come quarterback titolare       |
| %    | Percentuale di vittorie come quarterback titolare |

| Nome             | P   | PT  | V  | S  | P | %    |
| ---------------- | --- | --- | -- | -- | - | ---- |
| Joe Flacco       | 100 | 100 | 66 | 34 | 0 | 66,0 |
| Kyle Boller      | 53  | 42  | 20 | 22 | 0 | 47,6 |
| Vinny Testaverde | 29  | 29  | 8  | 20 | 1 | 29,3 |
| Steve McNair     | 23  | 23  | 15 | 8  | 0 | 65,2 |
| Tony Banks       | 26  | 18  | 11 | 7  | 0 | 61,1 |
| Elvis Grbac      | 16  | 16  | 9  | 7  | 0 | 56,3 |
| Anthony Wright   | 17  | 15  | 7  | 8  | 0 | 46,7 |
| Trent Dilfer     | 15  | 12  | 11 | 1  | 0 | 91,7 |
| Jim Harbaugh     | 14  | 12  | 5  | 7  | 0 | 41,7 |
| Jeff Blake       | 11  | 10  | 4  | 6  | 0 | 40,0 |